# رزوان لوچسکو
رزوان لوچسکو (رومانیایی: Răzvan Lucescu؛ زادهٔ ۱۷ فوریهٔ ۱۹۶۹) بازیکن پیشین و مربی کنونی فوتبال اهل رومانی و فرزند میرچئا لوچسکو (مربی دینامو کی‌یف) است.  

## افتخارات

### بازیکن
ناسیونال بخارست
- جام حذفی رومانی، نایب قهرمان: ۹۷–۱۹۹۶

راپید بخارست
- لیگ دسته اول رومانی: ۰۳–۲۰۰۲

### مربی
راپید بخارست
- جام حذفی رومانی: ۰۶–۲۰۰۵، ۰۷–۲۰۰۶

براشوف
- لیگ دسته ۲ رومانی: ۰۸–۲۰۰۷

الجیش
- لیگ ستارگان قطر: ۱۳–۲۰۱۲

اسکودا زانتی
- جام حذفی یونان، نایب قهرمان: ۱۵–۲۰۱۴

پائوک
- سوپر لیگ یونان: ۱۹–۲۰۱۸
- جام حذفی یونان: ۱۸–۲۰۱۷، ۱۹–۲۰۱۸

الهلال
- لیگ قهرمانان آسیا: ۲۰۱۹
- لیگ حرفه‌ای فوتبال عربستان: ۲۰–۲۰۱۹

### جوایز شخصی
- سرمربی سال فوتبال رومانی: ۲۰۱۸
- بهترین سرمربی سوپر لیگ یونان: ۱۹–۲۰۱۸

## زندگی حرفه‌ای
رزوان در شهر بوداپست به دنیا آمده و ۲۴۰ بار در لیگ سری آ برای تیم‌های اسپورتول استیودنتسک، پروگرسول، براشوو، راپید، باکائو به میدان رفته است.